# 粗雌灰蘚
粗雌灰蘚（学名：Hypnum macrogynum）为灰蘚科灰蘚屬下的一个种。

## 扩展阅读
- 維基物種上的相關：粗雌灰蘚